# シンワ測定
シンワ測定株式会社（しんわそくてい、Shinwa Rules Co.,Ltd. ）は、新潟県三条市に本社を置く測定機器メーカー。

## 事業内容
JCSSの登録事業者。国際MRA対応認定事業者として、直尺、鋼製巻尺、ノギス、マイクロメーターといった計測器の校正サービスを行っている。また、長さの測定器だけではなく、角度や温度など、幅広い分野をカバーする測定機器メーカーである。

## 略歴
1971年に金属製の長さ計を製造していた3社が合併して創立する。以降、長さだけではなく、角度や温度などの測定器にも展開し、幅広い測定機器メーカーとなる。
2008年のリーマンショックで売上が減少し、徐々に回復するものの日本国内需要の減退が見込まれるとの判断から日本国外の市場に注力する。それまで営業部海外課の数名で担当していたが、2012年に海外営業部を新設した。
2013年9月には日本貿易振興機構(JETRO)から輸出有望案件支援企業に採択され、同年11月にはロシアで開催された総合ツール展「Moscow International Tool Expo」への出展を行った。他にも2014年よりインドで開催される金と金型展示会「Die & Mould India」、2015年には金属切削工作機械及び製造技術見本市「IMTEX」への出展を継続的に行い、アジア、ロシア、インドへの輸出実績を伸ばしている。
ロゴマークは社名の頭文字であるアルファベットの「S」の字を鳥に見立ててデザインされたもので、「ペンギンマーク」と呼ばれる。かつて使用していたロゴは楕円形をしており、社内では「小判シンワ」と呼ばれた。

## 主な取り扱い製品

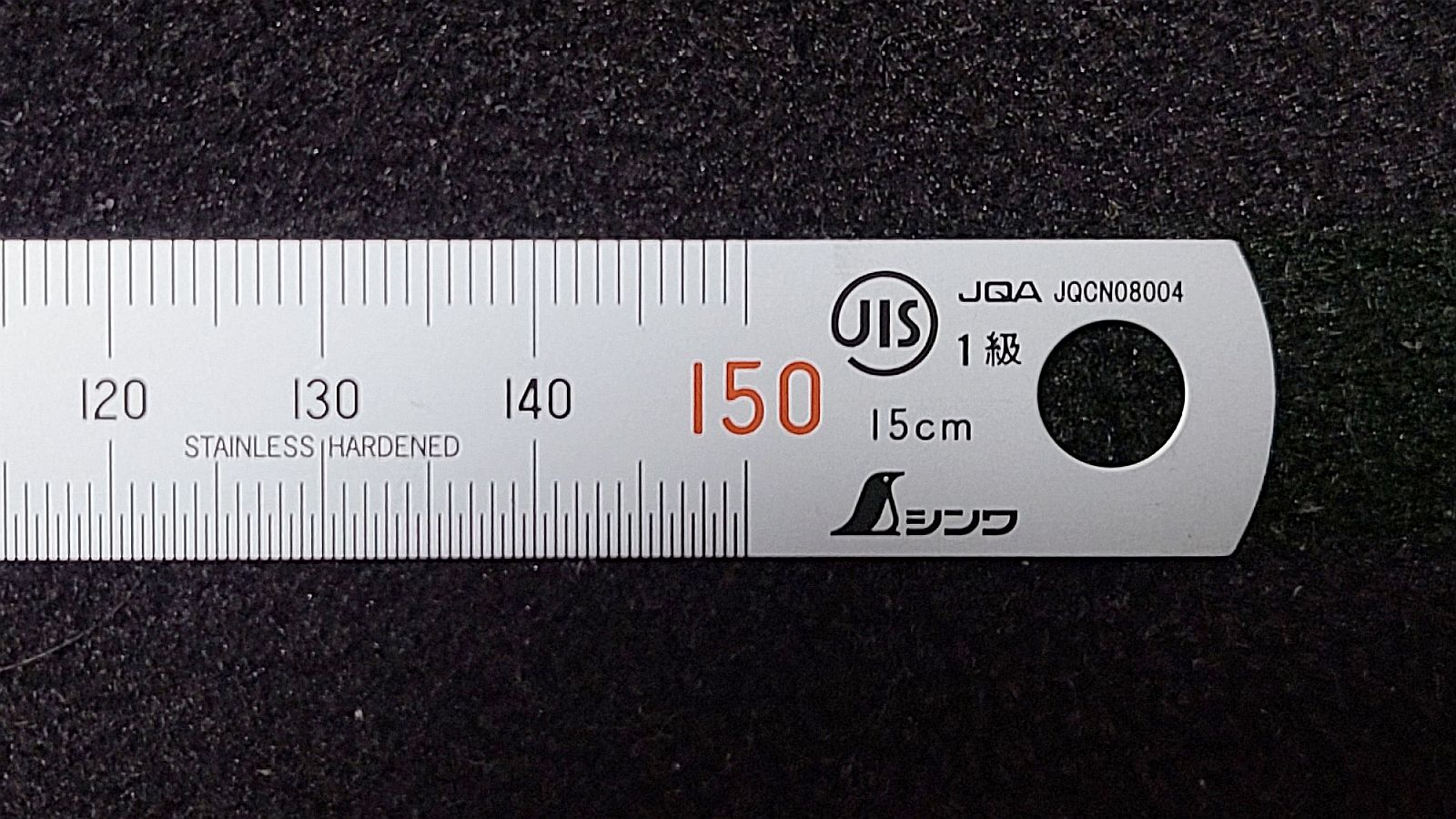
直尺

- 曲尺
- 直尺
- 水平器
- 時計
- 温度計・湿度計
- ノギス
- マイクロメータ
- ダイヤルゲージ
- レーザー光学測定機器
- 芯ホルダー
- 製図用品